# Taisnières-sur-Hon
 Taisnières-sur-Hon là một xã ở trong tỉnh Nord ở miền bắc nước Pháp. Xã này có diện tích 16,22 km², dân số năm 1999 là 912 người. Xã nằm ở khu vực có độ cao trung bình 149 mét trên mực nước biển.